# Mesosa curculionoides
Mesosa curculionoides (Linnaeus, 1761) è un insetto dell'ordine dei coleotteri e della famiglia dei Cerambicidi.

## Descrizione

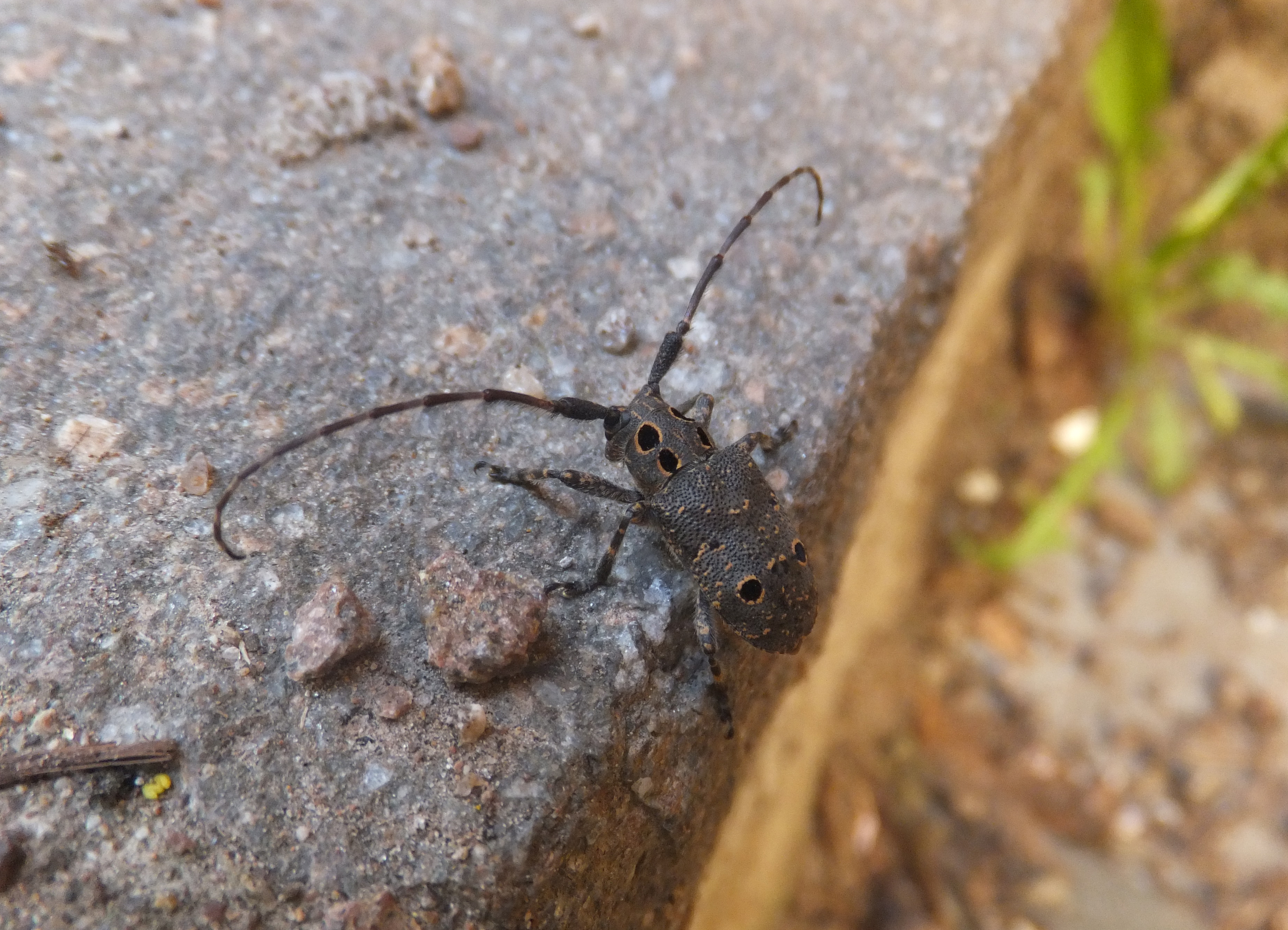
Esemplare fotografato a Piazzo (Segonzano, Trentino-Alto Adige, Italia)

Si tratta di una specie piuttosto grande e robusta, con un capo largo e dalla fronte piatta; le antenne, che presentano i primi due segmenti granulati, sono lunghe fino alla punta delle elitre nelle femmine, e la superano di tre-quattro segmenti nei maschi.
Il pronoto è visibilmente più largo che lungo, e anche le elitre, disposte a volta, sono corte; il corpo è ricoperto da una corta peluria che di base è grigia, ma che sul pronoto e sulle elitre forma un pattern a ocelli neri bordati di ocra (oltre che altri punti ocra irregolari sulle elitre).

## Biologia
La femmina depone le uova nelle crepe della corteccia di rami o ceppi morti, in via di decomposizione; Mesosa curculionoides non sembra avere preferenze sulle condizioni del legno (secco o asciutto, al sole o all'ombra), tranne che ha mostrato di preferire esemplari già attaccati da altri insetti, quali Saperda scalaris, Leioderus kollari e Rutpela maculata. Le piante ospiti sono numerose, tra cui tigli, querce, faggi, olmi, aceri, ontani, castagni, salici, carpini e pioppi.
Alla schiusa, le larve si nutrono appena sotto la corteccia, e nel complesso l'alburno non viene quasi danneggiato; al momento della pupazione, in maggio, la larva si rintanata in una cella di 20-25x7-9 mm, circondata da fibre di legno. L'emersione, attraverso un foro di 5-6 mm, avviene in giugno-luglio: gli adulti sono attivi generalmente di sera e di notte, mentre durante il giorno riposano tra le crepe della corteccia: vivono generalmente fino a tre anni, ma occasionalmente solo due.

## Distribuzione
La specie è presente in gran parte dell'Europa continentale (con l'esclusione di alcune regioni nordorientali in cui non è segnalato), con l'aggiunta di alcune isole (come Corsica e Sicilia). È attestata inoltre nel Caucaso, in Kazakistan e l'areale si spinge, ad est, fino alla Siberia e alla Corea.